# A'tuin
A'tuin, även stjärnsköldpaddan, är ett fiktivt djur som förekommer i flera av Terry Pratchetts romaner, och som ursprungligen är hämtad ur hinduisk mytologi. 

## Kuriosa
Store A'Tuin är av arten Chelys Galactica som färdas genom rymden, bärandes på fyra jätteelefanter (som heter Berilia, Tubul, Store T’Phon och Jerakeen). De i sin tur bär på Skivvärlden, och de introduceras i nästan varje bok. Store A'Tuins kön är okänt, men är ämnet för mycket spekulation av några av Skivans bästa vetenskapliga hjärnor. Om, som den populära "Stora smällen-hypotesen" säger att Store A'Tuin rör sig mot hans eller hennes parningsplats, skulle då Skivans civilisationer krossas vid parningstidpunkten eller skulle de helt enkelt glida av? Den andra teorin är beskriven av akademiker som den "Stadiga lunken-teorin", och den säger att A'Tuin kom från ingenstans och kommer att fortsätta simma genom rymden för alltid. En gång kläcktes dock nya ägg.
När Store A'Tuin färdas genom universum förändras Skivvärldens natthimmel, till skillnad från vår världs, markant över årtiondena, när sköldpaddan lämnar äldre konstellationer och går in i nya. Detta betyder att astrologer konstant behöver uppdatera och förändra sina horoskop för att införliva nya zodiaker. En liten sol och måne färdas kring Store A'Tuin.